# Upplands runinskrifter 666
Upplands runinskrifter 666 är ett försvunnet vikingatida runstensfragment som tidigare funnits i Finsta, Häggeby socken och Håbo kommun. Enbart Martin Aschaneus har rapporterat om detta fragment.

## Inskriften
Translitterering av runraden:
[...rn ×]
Normalisering till runsvenska:
Biorn(?)
Möjligen utgör runorna på runfragmentet slutet på ett namn, Biorn eller liknande.